# Ndola
Ndola è una città dello Zambia, parte della Provincia di Copperbelt e capoluogo del distretto omonimo. Amministrativamente è formata dai comuni della circoscrizione elettorale centrale. Si trova poco distante da Kitwe, ed è un crocevia ferroviario e stradale.
La città deve il suo veloce sviluppo alle miniere di rame. I suoi abitanti trovano impiego in diverse industrie: metallurgiche, legate alla produzione di rame e cobalto; in quelle alimentari, chimiche e della gomma. La città è anche sede di un fiorente mercato, favorito anche dalla presenza di un aeroporto internazionale. Da Ndola parte un oleodotto che raggiunge il porto di Dar-es-Salaam, in Tanzania. È sede di un'arcidiocesi cattolica.

## Amministrazione

### Gemellaggi
- Porto, dal 1978[2].